# Graptemys pearlensis

La tortuga mapa del río Pearl (Graptemys pearlensis) es una especie de tortuga de la familia Emydidae. Es un endemismo de Estados Unidos, se encuentra en el río Pearl, en Luisiana y Misisipi.